# Aneides
Genre
Synonymes
- Anaides Baird, 1851
- Autodax Boulenger, 1887

Aneides est un genre d'urodèles de la famille des Plethodontidae.

## Répartition
Les huit espèces de ce genre se rencontrent en Amérique du Nord.

## Liste des espèces
Selon Amphibian Species of the World (13 mars 2014) :
- Aneides aeneus (Cope & Packard, 1881)
- Aneides ferreus Cope, 1869
- Aneides flavipunctatus (Strauch, 1870)
- Aneides hardii (Taylor, 1941)
- Aneides iecanus (Cope, 1883)
- Aneides lugubris (Hallowell, 1849)
- Aneides niger Myers & Maslin, 1948
- Aneides vagrans Wake & Jackman, 1999

## Publication originale
- Baird, 1851 : Iconographic Encyclopaedia of Science, Literature and Art systematically arranged by J.G. Heck. Translated from the German, with additions, and edited by Spencer F. Baird, vol. 2, Botany, Zoology, Anthropology, and Surgery. New York, Rudolph Garrigue (texte intégral).